# ماديلين دوبونت
ماديلين دوبونت (بالدنماركية: Madeleine Dupont)‏ وهي لاعبة كيرلنج دنماركية ولدت في يوم 26 مايو 1987 في بلدة غلوستروب في الدنمارك وقد فازت بالميدالية الفضية في بطولة العالم للكيرلنج في 2009 في آوموري، آوموري في اليابان وبالميدالية البرونزية في غانغننغ في كوريا الجنوبية في 2007، كما فازت بالميدالية الفضية في بطولة أوروبا في جريندلفالد في سويسرا في 2002 وبالميدالية البرونزية في أورنشولدسفيك في السويد في 2008 وفي أبردين في اسكتلندا.

## روابط خارجية
- ماديلين دوبونت على موقع الاتحاد الدولي للكرلنغ (الإنجليزية)
- ماديلين دوبونت على موقع اللجنة الأولمبية الدولية (الإنجليزية)
- ماديلين دوبونت على موقع أوليمبيديا (الإنجليزية)